# David Jay

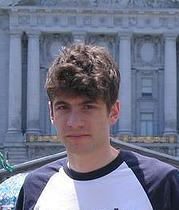
David Jay

David Jay (24 de abril de 1982) é um ativista assexual norte-americano. Jay é o fundador e webmaster do Asexual Visibility and Education Network (AVEN). Enquanto estudante na Universidade Wesleyan em Connecticut, Jay se assumiu assexual e lançou site da AVEN.

## Biografia
Desde então, ele assumiu um papel de liderança no movimento da assexualidade, aparecendo em vários programas de televisão, e que está sendo caracterizado no documentário (A) sexual de 2011, realizado pelo Arts Engine.
AVEN, segundo a Salon.com é referida como a "sede não oficial on-line" do movimento assexual, e é amplamente reconhecida como a maior comunidade on-line assexual. Seus dois principais objetivos são a criação de aceitação pública e discussão sobre a assexualidade e para facilitar o crescimento de uma grande comunidade on-line assexual. AVEN tem atualmente mais de 101.000 membros registados.